# Kelsang Wangmo
Geshe Kelsang Wangmo est une nonne, érudite et enseignante bouddhiste née en Allemagne. Elle est la première femme à recevoir un titre de guéshé, considéré comme équivalent à un doctorat dans la philosophie bouddhique.

## Jeunesse
Elle a été élevée dans une famille catholique romaine à Lohmar, une petite ville entre Cologne et Bonn en Allemagne. Pendant son enfance, elle a fréquenté l'église mais s'est désintéressée de la religion à l'adolescence. Après avoir terminé ses études secondaires en 1989, elle est partie en randonnée. Voyageant à travers Israël (où elle a séjourné dans un kibboutz), la Turquie , Chypre , la Thaïlande , l'Indonésie et le Japon , elle a atteint l'Inde . Après avoir visité Calcutta , Varanasi et Manali , elle a atterri à Dharamsala. Elle avait prévu de rester quelques semaines avant de retourner à l'université pour étudier la médecine. Mais finalement, elle s'est installée.

## Conversion au bouddhisme
Elle a rejoint un cours d'introduction au bouddhisme au Tushita Meditation Center, à Dharamkot au-dessus de McLeod Ganj dans l'Himachal Pradesh. Elle a continué à étudier sérieusement le bouddhisme. Ses études ont commencé à McLeod Ganj, et après avoir suivi plusieurs cours et assisté à l'enseignement de différents lamas tibétains, elle avait développé une grande foi dans le bouddhisme tibétain et voulait devenir nonne.
Elle a reçu l'ordination religieuse en avril 1991. Elle s'est ensuite inscrite au programme traditionnel de guéshé (un cours de 17 ans) à l'Institut de dialectique bouddhiste (IBD) à Dharamsala . Ce programme est basé sur le monastère de Drepung Loseling et étudie différents sujets, écritures et traditions au cours de quelques années à la fois. Chaque année, elle devait passer des examens écrits et débattus, et ces dernières années trois ou quatre et une thèse en tibétain. Dans une interview avec la FPMT, elle déclare qu'elle avait un avantage car beaucoup de ses pairs étaient déjà très avancés, ce qui lui a fait beaucoup apprendre d'eux dans les débats, car elle connaissait très peu le tibétain et n'avait aucune expérience du débat. De plus, elle mentionne que les dix premières années ont été très difficiles pour elle en raison de la barrière de la langue et des différences culturelles. Cependant, la joie des études l'a fait continuer. En 2009, elle a remis sa thèse, mais elle n'a pas pu participer à l'examen final de guéshé car celui-ci avait lieu au monastère de Drepung Loseling, qui n'est pas ouvert aux religieuses. En avril 2011, l'IBD lui a conféré le diplôme de guéshé, un diplôme universitaire bouddhiste tibétain pour les moines, faisant d'elle la première guéshé féminine au monde,.
Depuis 2004, elle donne des cours de philosophie bouddhique en anglais à Dharamsala , suivant le cursus de l'IBD.

## Première guéshéma
Kelsang Wangmo est entrée dans l'histoire en étant la première femme à être diplômée d'un examen de guéshé en 2011, et donc à obtenir le titre de guéshé(ma).
Jusqu'en 2011, il n'était pas possible pour les femmes de participer aux examens de guéshé car ceux-ci se déroulaient dans des monastères, par conséquent, les femmes ne pouvaient pas acquérir le titre de guéshé (ma). Cependant, un mouvement est apporté au sein de cette tradition, en ce qui concerne les relations de genre. En avril 2011, l'histoire a été écrite avec la permission du dalaï-lama et le ministère de la Religion et de la Culture lui a accordé de recevoir le diplôme de guéshé. Jusqu'en 2016, elle était la seule femme à avoir réussi l'examen. Maintenant, il y a eu plus d'une centaine de guéshéma qui ont terminé l'examen.